# 沃特福德足球俱乐部
沃特福德足球俱乐部（英語：Watford Football Club，AIM: WFC）是位於英格蘭赫特福德郡沃特福德（Watford）的職業足球會。名歌星艾爾頓·強是沃特福德的前東主、兩度主席及永遠名譽會長，於2008年11月6日宣佈辭任永遠名譽會長，於2009年3月25日再次擔任永遠名譽會長。

## 歷史
沃特福德一直都只是在較低組別聯賽浮浮沉沉，但1976年英國名歌星艾爾頓·強（Elton John）當上球會主席和運營總監後，任命格拉咸·泰萊為屈福特領隊，屈福特自1977/78年球季起在他的帶領下，從丁組一直升上當時的頂級甲組聯賽，升級首季（1982/83年）僅排在利物浦之後獲聯賽亞軍，更在1984年晉身足總杯決賽負於艾佛頓。可惜艾爾頓·強在1987年出售屈福特，泰萊亦於同年轉投阿士東維拉，屈福特於翌年即降級至次級的英乙聯賽。1996年，屈福特在次級聯賽英甲成績低迷，前領隊泰萊在2月重投屈福特擔任足球總監，但不能阻止球隊降下第三級聯賽英乙，1997年，艾爾頓·強再次入主屈福特。泰萊之後協助球隊接連升級，終在2000/01球季升上超級聯賽，因實力不足，連敗22場比賽後在積分榜上排包尾，終而降級回次級聯賽英甲，泰萊亦在此時離隊轉投阿士東維拉。2006年，屈特福勝出英冠升班附加賽，再一次升上英超，可惜一年後護級失敗再次降落英冠。自此，屈福特一直在英冠作賽至2015年。
艾爾頓·強在2002年辭任球會主席。直到2012年，擁有意甲球隊烏甸尼斯的意大利 Pozzo家族入主屈福特，並大肆投資在球隊身上，最後在2014/15年球季，屈福特取得英冠亞軍及直接升班英超席位。屈福特重返英超的首個球季(2015/16年度)取得聯賽第十三名，成功保留英超席位。2016/17年度球季，屈福特雖早早取得足夠分數成功護級，但最後六場聯賽全敗，只取得聯賽第十七名，僅僅比降班球隊高一位而已。
2017/18及2018/19年度球季，屈福特都取得聯賽中游成績，更在2019年打入足總盃決賽，但以0-6敗給曼城屈居亞軍。
2019/20年度球季，屈福特首十一輪聯賽只取得五和六負一場不勝的劣績，位處聯賽榜末，雖然在季中球隊表現有所改善，更曾爆冷擊敗曼聯及以3-0擊敗後來取得聯賽冠軍的利物浦，令球隊一度脫離降班區。可惜在最後三場聯賽全敗，結果被後上的阿斯頓維拉超越，最後只得聯賽第十九位，來屆降至英冠作賽。
2020/21年度球季，返回英冠作賽的屈福特最後取得英冠聯賽亞軍，來屆回升英超，但屈福特只取得英超第十九位，來季再次降回英冠。

## 大事紀年
| 年 份   | 事 項                                                                                       |
| ------- | ------------------------------------------------------------------------------------------- |
| 1881    | 屈福特流浪（Watford Rovers）成立                                                                      |
| 1890    | 球隊成西赫特福德（West Herts Club）的分枝                                                   |
| 1896-97 | 西赫特福德加入南部聯賽                                                                      |
| 1898    | 與屈福特聖瑪莉（Watford St Mary's）合併組成                                                             |
| 1899-00 | 南部乙組聯賽冠軍，鄰選賽2-1擊敗謝佩島聯（Sheppey United），升級南部甲組                     |
| 1900-01 | 南部甲組聯賽排第十四位，鄰選賽0-0賽和葛雷聯（Grays United），保留南部甲組席位               |
| 1902-03 | 南部甲組聯賽排第十五位，鄰選賽3-5負於，降級南部乙組                                         |
| 1903-04 | 南部乙組聯賽冠軍，升級南部甲組                                                              |
| 1914-15 | 南部甲組聯賽冠軍                                                                            |
| 1919-20 | 南部甲組聯賽亞軍                                                                            |
| 1920-21 | 足球聯盟南區丙組創始成員                                                                    |
| 1958-59 | 聯賽重組後被置於丁組聯賽                                                                    |
| 1959-60 | 丁組聯賽排第四位，升級丙組                                                                  |
| 1968-69 | 丙組聯賽冠軍，升級乙組                                                                      |
| 1969-70 | 晉身足總杯四強                                                                              |
| 1972    | 乙組聯賽排第廿二位，降級丙組                                                                |
| 1975    | 丙組聯賽排第廿三位，降級丁組                                                                |
| 1977-78 | 丁組聯賽冠軍，升級丙組                                                                      |
| 1978-79 | 丙組聯賽亞軍，升級乙組。晉身聯賽杯四強                                                      |
| 1981-82 | 乙組聯賽亞軍，升級甲組                                                                      |
| 1982-83 | 甲組聯賽亞軍                                                                                |
| 1983-84 | 決賽0-2負於，足總杯亞軍                                                                     |
| 1986-87 | 晉身足總杯四強                                                                              |
| 1988    | 甲組聯賽排第廿位，降級乙組                                                                  |
| 1988-89 | 乙組聯賽排第四位，附加賽準決賽兩回合累計1-1（作客入球優惠）負於                             |
| 1992-93 | 超聯成立，乙組改組為甲組〈II〉                                                              |
| 1996    | 甲組〈II〉聯賽排第廿三位，降級乙組〈III〉                                                   |
| 1997-98 | 乙組〈III〉聯賽冠軍，升級甲組〈II〉                                                         |
| 1998-99 | 甲組〈II〉聯賽排第五位，附加賽準決賽兩回合累計1-1，十二碼7-6擊敗，溫布萊決賽2-0擊敗，升級英超聯賽 |
| 2000    | 英超排第廿位，降級甲組〈II〉                                                                |
| 2002-03 | 晉身足總杯四強                                                                              |
| 2004-05 | 甲組〈II〉聯賽更名“英冠聯賽”。晉身聯賽杯四強                                                |
| 2005-06 | 英冠聯賽排第三位，附加賽準決賽兩回合累計3-0擊敗水晶宮 ，千禧球場決賽3-0擊敗 ，升上英超聯賽  |
| 2007    | 英超聯賽排第廿位，降級英冠聯賽                                                              |
| 2007-08 | 英冠聯賽排第六位，附加賽準決賽兩回合累計1-6負於                                             |
| 2014-15 | 英冠聯賽亞軍，升班英超聯賽                                                                  |
| 2018-19 | 決賽0-6負於曼城，足總盃亞軍                                                                 |
| 2019-20 | 英超聯賽排第十九位，降級英冠聯賽                                                            |
| 2020-21 | 英冠聯賽亞軍，升班英超聯賽                                                                  |
| 2021-22 | 英超聯賽排第十九位，降級英冠聯賽                                                            |

## 球會近況
- 2019年9月7日，球隊聯賽跨季8場不勝，開季首四場聯賽只得1和3負，解僱領隊查維·加西亞（Javi Gracia），其教練團隊亦同時離隊[6]。
- 2019年9月7日，前領隊（Quique Flores）回巢重掌帥印，其教練團隊亦同時加盟[6]。

### 盃賽成績
| 圈數     | 日期          | 主／客   | 對賽球隊 | 紀錄                       |
| 聯 賽 盃 | 聯 賽 盃      | 聯 賽 盃 | 聯 賽 盃 | 聯 賽 盃                   |
| -------- | ------------- | -------- | -------- | -------------------------- |
| 第二圈   | 2020年9月16日 | 客       | 牛津聯   | 和 1 - 1 互射十二碼勝3 - 0 |
| 第三圈   | 2020年9月23日 | 客       | 新港郡   | 負 1 - 3                   |
| 足 總 盃 |               |          |          |                            |
| 第三圈   | 2021年1月9日  | 客       | 曼聯     | 負 0 - 1                   |

## 主場球場

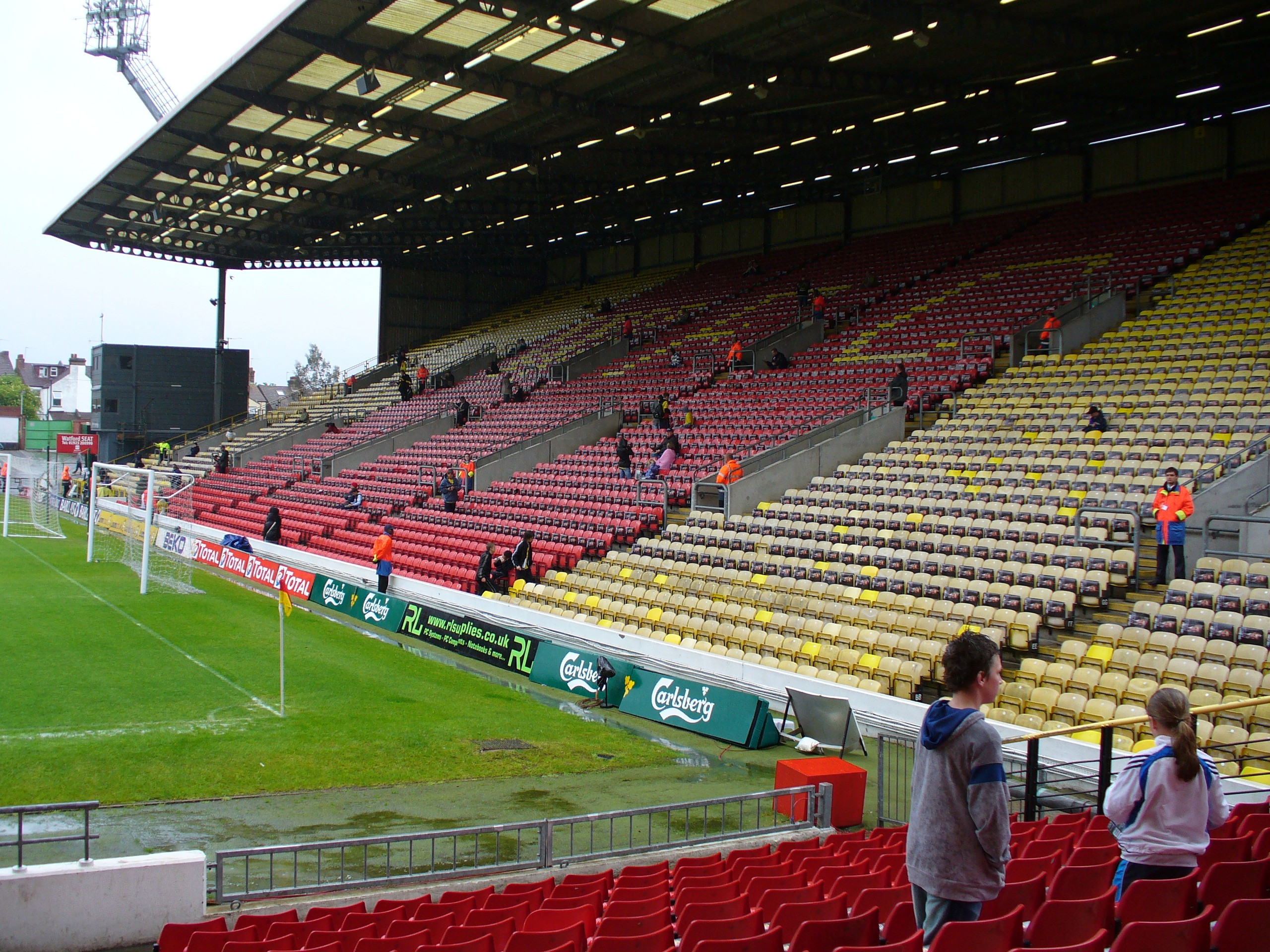
維卡拉格路體育場

維卡拉格路體育場（Vicarage Road）建於1922年，現時擁有四座看台，全座席可容納22,000名觀眾，是屈福特足球會及薩拉森人欖球隊的主場球場。
看台
「維卡拉格路看台」（Vicarage Road Stand）原本是一個露天階級看台，於1992/93年球季結束後拆卸重建，新看台為全坐席可以容納5,800名觀眾，耗資230萬英鎊建成。「魯克里看台」（The Rookery Stand）是最新建成的部分，於1994/95年球季期間建造，現時為全坐席可以容納6,960名觀眾，兩層結構設有球會的行政辦事處和精品店，耗資160萬英鎊興建，其中約30萬英鎊由「足球基金」（Football Trust）資助。「格拉咸·泰萊看台」（Graham Taylor Stand）前稱「羅斯看台」（The Rous Stand），位於球場西面的兩層結構建於1986年，設有行政廂房及電視轉播廂，300萬英鎊的發展費用部分由艾爾頓·約翰的借貸支付。「主看台」（The Main Stand）建於1922年，是現時體育場最古舊的看台，設有更衣室、球員通道、董事包廂及傳媒區域。1969年進行擴建，增加約1,700個座位。1982年在原主看台前面的階級看台設置座位，設立家庭圍欄（family enclosure），同時在近維卡拉格路看台一邊增加沒有遮蓋的座位，使容量進一步增加。2004年部分看台因有潛在危險而關閉。球會重新啟動因2002年財務危機而被擱置的重建計劃，同時亦一併發展羅斯看台。

## 球會榮譽
| 榮譽                          | 次數        | 年度                   |
| 聯 賽 比 賽                   | 聯 賽 比 賽 | 聯 賽 比 賽            |
| ----------------------------- | ----------- | ---------------------- |
| 甲組〈頂級〉聯賽 亞軍         | 1           | 1982/83年。            |
| 冠軍〈第二級〉聯賽 亞軍       | 1           | 2014/15年。            |
| 冠军〈第二級〉聯賽附加賽 冠軍 | 1           | 2005/06年。            |
| 甲組〈第二級〉聯賽附加賽 冠軍 | 1           | 1998/99年。            |
| 乙組〈第二級〉聯賽 亞軍       | 1           | 1981/82年。            |
| 乙組〈第三級〉聯賽 冠軍       | 1           | 1997/98年。            |
| 丙組〈第四級〉聯賽 冠軍       | 1           | 1968/69年。            |
| 丙組〈第四級〉聯賽 亞軍       | 1           | 1978/79年。            |
| 丁組〈第五級〉聯賽 冠軍       | 1           | 1977/78年。            |
| 南部甲組聯賽 冠軍             | 1           | 1914/15年。            |
| 南部乙組聯賽 冠軍             | 2           | 1899/00年、1903/04年。 |
| 杯 賽 比 賽                   |             |                        |
| 足總杯 亞軍                   | 2           | 1984年, 2019年。       |
| 足总青年杯 冠軍               | 2           | 1982年, 1989年。       |
| 足总青年杯 亞軍               | 1           | 1984年。               |

## 球員名單（2024/25）
1. 粗體字為新加盟球員（包括先借後買斷）
2. 2024年夏季轉會窗：6月14日-8月30日

註釋：國旗表示球員在國際足聯資格規則定義的國家隊。球員可能擁有一個以上非國際足聯國籍。
| 號碼 |          | 位置 | 球員                       |
| ---- | -------- | ---- | -------------------------- |
| 1    | 奥地利   | 门将 | （Daniel Bachmann）（ｃ）  |
| 2    | 英格兰   | 后卫 | （Jeremy Ngakia）          |
| 3    | 智利     | 后卫 | （Francisco Sierralta）    |
| 4    | 荷兰     | 后卫 | （Wesley Hoedt）           |
| 5    | 蘇格蘭   | 后卫 | （Ryan Porteous）          |
| 6    | 英格兰   | 后卫 | （Mattie Pollock）         |
| 7    | 英格兰   | 前锋 | （Tom Ince）               |
| 8    | 格鲁吉亚 | 中场 | （Giorgi Chakvetadze）     |
| 9    | 丹麦     | 前锋 | （Mileta Rajović）         |
| 10   | 摩洛哥   | 中场 | 伊姆兰·洛萨（Imran Louza） |
| 11   | 爱尔兰   | 前锋 | （Rocco Vata）             |
| 12   | 瑞典     | 中场 | （Ken Sema）               |
| 13   | 巴西     | 后卫 | （Kayky Almeida）          |
| 15   | 克罗地亚 | 后卫 | （Antonio Tikvić）         |

| 號碼 |                | 位置 | 球員                         |
| ---- | -------------- | ---- | ---------------------------- |
| 17   | 法國           | 中场 | （Moussa Sissoko）           |
| 19   | 科特迪瓦       | 前锋 | 巴約（Vakoun Bayo）          |
| 20   | 马里           | 前锋 | 馬馬杜·杜姆比亞              |
| 22   | 英格兰         | 后卫 | 莫里斯（James Morris）       |
| 23   | 英格兰         | 门将 | （Jonathan Bond）            |
| 24   | 奈及利亞       | 中场 | （Tom Dele-Bashiru）         |
| 34   | 德国           | 前锋 | （Kwadwo Baah）              |
| 37   | 阿尔及利亚     | 后卫 | 亞西爾·拉魯奇                |
| 39   | 刚果民主共和国 | 中场 | （Edo Kayembe）              |
| 45   | 英格兰         | 后卫 | （Ryan Andrews）             |
|      | 葡萄牙         | 后卫 | 若昂·費雷拉（João Ferreira） |
|      | 奈及利亞       | 前锋 | （Samuel Kalu）              |

## 著名球星
- （John Barnes）
- （Tony Coton）
- （Jay DeMerit）
- （Ben Foster）
- （Heiðar Helguson）
- （David James）
- （Pat Jennings）
- （Mo Johnston）
- （Marlon King）
- （Kevin Phillips）
- （Paul Robinson）
- （Ashley Young）
- （Allan Nielsen）

## 外部連結
- 官方網站 （页面存档备份，存于）